# SO503i
DoCoMo by Sony SO503i（ドコモ バイ ソニー エスオー ごー まる さん アイ）は、ソニー（現ソニーモバイルコミュニケーションズ）製のNTTドコモの第二世代携帯電話(mova)端末である。

## 概要
ソニー初のiアプリ対応端末。ドコモで初めて2.1インチの約6万5536色TFT液晶を搭載した。文字変換にはau向けのC406Sに次いで2例目となるPOBoxが使われている。当時は16和音対応が主流の中、24和音の着信メロディに対応。
発売当時としては高画質な画面だったが、利用できる画像フォーマットが256色までのGIF画像に限られ、JPEG画像の表示ができなかった。
また、折りたたむとボタンがディスプレイと干渉し傷が付くという欠点があった。

## 歴史
- 2000年11月1日　 テレコムエンジニアリングセンター(TELEC)による技術基準適合証明の工事設計認証（工事設計認証番号WAA0097）
- 2000年11月13日　電気通信端末機器審査協会による技術基準適合認定の設計認証（設計認証番号A00-1170JP、J00-0323）
- 2001年3月1日　　TELECによる技術基準適合証明の工事設計認証（工事設計認証番号WAA0108）
- 2001年3月6日　　ドコモから発表。
- 2001年3月9日　  発売。
- 2012年3月31日　 movaサービス終了により使用はこの日限りとなる。